# خوک (فیلم ۱۳۹۶)
خوک فیلمی به کارگردانی، نویسندگی و تهیه‌کنندگی مانی حقیقی محصول سال ۱۳۹۶ است. فیلمبرداری خوک از شهریور ۱۳۹۶ آغاز و در آذرماه به پایان رسید. این فیلم نماینده ایران در شصت و هشتمین دوره جشنواره فیلم برلین بود.

## داستان
حسن خشمگین است. مدتی است موفق به فیلم ساختن نشده. شیوا مهاجر، ستاره محبوبش صبر ندارد و می‌خواهد با کارگردانان دیگر همکاری کند. همسرش گلی، دیگر عاشقش نیست. دخترش آلما، بزرگ شده و دیگر مستقل است. مادرش جیران، پیر شده و کم‌کم حافظه خود را از دست داده. مزاحم جذابی به نام آنی، او را هر جا می‌رود تعقیب می‌کند و اصرار دارد حسن او را وارد دنیای سینما کند. از همه بدتر، قاتلی در سطح شهر مشغول کشتن کارگردانان سینمای ایران است، اما حسن را نادیده گرفته. حسن رنجیده است: آیا او مهم‌ترین فیلمساز این شهر نیست؟ پس چرا قاتل تحویلش نمی‌گیرد؟ هنگامی که نام حسن به عنوان مظنون اصلی پرونده قتل‌ها در شبکه‌های اجتماعی مطرح می‌شود، اوضاع دیگر غیرقابل تحمل می‌شود. حالا حسن ناچار است برای اعاده حیثیتش نقشهٔ هوشمندانه‌ای بکشد…

## بازیگران
| بازیگر         | نقش               | توضیحات              |
| -------------- | ----------------- | -------------------- |
| حسن معجونی     | حسن کسمایی        | کارگردان             |
| لیلا حاتمی     | شیوا مهاجر        | دوست حسن             |
| پریناز ایزدیار | محدثه (آنی) نصرتی | بازیگر و طرفدار حسن  |
| لیلی رشیدی     | گلی               | زن حسن               |
| علی مصفا       | سهراب سعیدی       | کارگردان و دوست شیوا |
| مینا جعفرزاده  | جیران             | مادر حسن             |
| آیناز آذرهوش   | آلما کسمایی       | دختر حسن             |
| سهیلا رضوی     | فریده جزایری      | تهیه‌کننده            |
| سیامک انصاری   | همایون            | دوست و همدست حسن     |
| علی باقری      | عظمت              | راننده               |
| پیمان معادی    | پیمان معادی       | بازیگر               |
| مهناز افشار    | مهناز افشار       | بازیگر               |
| صابر ابر       | صابر ابر          | بازیگر               |
| ویشکا آسایش    | ویشکا آسایش       | بازیگر               |

## نمایش
خوک برای نخستین بار، چهارشنبه دوم اسفند ماه ۱۳۹۶ (۲۱ فوریه ۲۰۱۸) در شصت و هشتمین دوره جشنواره فیلم برلین، به عنوان تنها نماینده سینمای ایران در بخش رقابتی، به نمایش درآمد. هنگ کنگ با جشنواره بین‌المللی فیلم هنگ کنگ، از روز شنبه ۱۱ فروردین ماه ۱۳۹۷(۳۱ مارس ۲۰۱۸)، خوک را اکران کرده است. خوک در تازه‌ترین حضور بین‌المللی خود، از روز دوشنبه بیستم فروردین ماه ۱۳۹۷ (۹ آوریل ۲۰۱۸) در ترکیه، در جشنواره بین‌المللی فیلم استانبول به نمایش درآمد. آرژانتین با جشنواره فیلم مستقل بوینس آیرس و روسیه با اکران عمومی، از روز پنجشنبه سی ام فروردین ماه ۱۳۹۷ (۱۹ آوریل ۲۰۱۸)، میزبان فیلم خوک بوده‌اند. همچنین خوک از روز چهارشنبه ۱۲ اردیبهشت ماه ۱۳۹۷، به سرگروهی پردیس سینمایی کوروش در سینماهای ایران و روز چهارشنبه ۱۹ اردیبهشت ماه ۱۳۹۷ (۹ مه ۲۰۱۸) در بخش بازار جشنواره کن به نمایش درآمده است. آلمان برای دومین بار، با جشنواره فیلم‌های ایرانی کلن، از روز پنجشنبه ۲۷ اردیبهشت ماه ۱۳۹۷(۱۷ مه ۲۰۱۸)، میزبان فیلم خوک بوده است. آمریکا، استرالیا، پاریس و کانادا نیز با جشنواره بین‌المللی فیلم سیاتل، جشنواره بین‌المللی فیلم سیدنی، جشنواره فیلم‌های ایرانی پاریس و جشنواره فیلم‌های کمدی ایرانی تورنتو، به ترتیب از روزهای جمعه، چهارشنبه و یکشنبه ۱۶٬۱۱و ۲۰ خردادماه ۱۳۹۷(یکم، ششم و دهم ماه ژوئن ۲۰۱۸)، شروع به اکران خوک کرده‌اند. خوک همچنین در جشنواره بین‌المللی فیلم‌های فانتزی نوشاتل، جشنواره فیلم‌های ایرانی مونیخ، جشنواره بین‌المللی فیلم افق‌های نو لهستان و جشنواره فیلم‌های ایرانی مینه سوتا سینت پال(MSP)، به ترتیب از روز یکشنبه ۱۷ تیرماه ۱۳۹۷(۸ ژوئیه ۲۰۱۸)، چهارشنبه ۲۰ تیرماه ۱۳۹۷(۱۱ ژوئیه ۲۰۱۸) و جمعه پنجم مردادماه ۱۳۹۷(۲۷ ژوئیه ۲۰۱۸)، برای نخستین بار در سوئیس، برای سومین بار در آلمان، برای نخستین بار در لهستان و برای بار دوم در آمریکا به نمایش درآمد.
استرالیا و روسیه برای دومین بار، در جشنواره بین‌المللی فیلم ملبورن و جشنواره بین‌المللی فیلم ساخالین به ترتیب از روز یکشنبه چهاردهم مردادماه ۱۳۹۷ (۰۵ اوت ۲۰۱۸) و دوشنبه پنجم شهریورماه ۱۳۹۷(۲۷ اوت ۲۰۱۸)، میزبان فیلم خوک بوده‌اند. خوک از روز پنجشنبه ششم مهرماه ۱۳۹۷(۳۰ اوت ۲۰۱۸) در مناطق المانی زبان کشور سوئیس به اکران عمومی درآمده است. فرانسه برای سومین و چهارمین بار، با جشنواره بین‌المللی فیلم گرولاند و جشنواره اروپایی فیلم‌های فانتزی استراسبورگ، از روز سه شنبه ۲۵ شهریورماه۱۳۹۷(۱۸ سپتامبر ۲۰۱۸) و چهارشنبه ۲۶ شهریورماه ۱۳۹۷(۱۹ سپتامبر ۲۰۱۸)، میزبان فیلم خوک خواهد بود. اتریش برای نخستین بار، از روز یکشنبه اولین روز مهرماه ۱۳۹۷(۲۳ سپتامبر ۲۰۱۸)، خوک را اکران خواهد کرد. به بهانه مروری بر آثار محمود کلاری، فیلمبردار مطرح سینمای ایران، آمریکا برای سومین بار در موزه هنرهای مدرن نیویورک، فیلم خوک را برای سومین بار در روز سه شنبه سوم مهرماه ۱۳۹۷(۲۵ سپتامبر ۲۰۱۸)، اکران خواهد کرد. دانمارک برای نخستین بار با جشنواره بین‌المللی فیلم CPH PIX از روز یکشنبه هشتم مهرماه ۱۳۹۷(۳۰ سپتامبر ۲۰۱۸) میزبان فیلم خوک خواهد بود. خوک برای دومین بار در کانادا و برای نخستین بار در اسپانیا، به ترتیب از روزهای پنجشنبه ۱۲ مهرماه(۰۴ اکتبر ۲۰۱۸) و یکشنبه ۱۵ مهرماه ۱۳۹۷(۰۷ اکتبر ۲۰۱۸)، با جشنواره‌های بین‌المللی فیلم مستقل سینمای نو مونترآل و فیلم‌های فانتزی کاتالونیا سیتخس، به نمایش در خواهد آمد. ایتالیا و تایوان نیز برای نخستین بار به ترتیب با جشنواره بین‌المللی فیلم‌های فانتزی و ترسناک توریون و اکران عمومی گسترده از روز جمعه بیستم مهرماه ۱۳۹۷(۱۲ اکتبر ۲۰۱۸)، میزبان فیلم خوک خواهند بود. خوک در تازه‌ترین نمایش خود در آمریکا، از روز ۲۷ مهرماه ۱۳۹۷(۱۹ اکتبر ۲۰۱۸)، با جشنواره بین‌المللی فیلم تالگراس، به نمایش در خواهد آمد. خوک همچنین در استرالیا نیز برای سومین بار، با جشنواره فیلم‌های ایرانی استرالیا از روز ۲۷ مهرماه ۱۳۹۷(۱۹ اکتبر ۲۰۱۸)، اکران خواهد شد. اکوادور برای نخستین بار با جشنواره بین‌المللی فیلم کوانکا از روز شنبه ۲۸ مهرماه ۱۳۹۷(۲۰ اکتبر ۲۰۱۸)، میزبان فیلم خوک خواهد بود. آمریکا و سوئیس از دومین روز آبان ماه ۱۳۹۷(۲۴ اکتبر ۲۰۱۸)، به ترتیب با جشنواره بین‌المللی فیلم فیلادلفیا و اکران عمومی در مناطق فرانسوی زبان شروع به اکران فیلم خوک خواهند کرد. خوک برای نخستین بار در انگلستان، با جشنواره فیلم‌های ایرانی لندن از چهارمین روز آبان ماه ۱۳۹۷(۲۶ اکتبر ۲۰۱۸)، نمایش داده می‌شود. لبنان برای نخستین بار، آمریکا برای ششمین و سوئد و بلژیک برای نخستین بار با جشنواره بین‌المللی فیلم‌های فانتزی مسکون، و جشنواره‌های فیلم دنور و استکهلم و فیلم‌های کمدی لیژ، به ترتیب از روزهای پنجشنبه ۱۰ آبان ماه ۲۰۱۸(۰۱ نوامبر ۲۰۱۸)، شنبه ۱۲ آبان ماه ۱۳۹۷(۰۳ نوامبر ۲۰۱۸) و پنجشنبه ۱۷ آبان ماه ۱۳۹۷(۰۸ نوامبر ۲۰۱۸)، شروع به اکران فیلم خوک خواهد کرد. خوک برای نخستین بار در نروژ و برای هفتمین بار در آمریکا با جشنواره‌های بین‌المللی فیلم‌هایی از جنوب اسلو و انجمن فیلم آمریکا، از روز دوشنبه ۲۱ آبان ماه ۱۳۹۷(۱۲ نوامبر ۲۰۱۸)، به نمایش در می‌آید. در ادامه حضورهای جشنواره ای، خوک برای نخستین بار در بلژیک با جشنواره بین‌المللی فیلم بروکسل از روز جمعه دوم آذرماه ۱۳۹۷(۲۳ نوامبر ۲۰۱۸)، به نمایش در می‌آید. همچنین فرانسه از روزهای دوشنبه ۰۵ و چهارشنبه ۱۴ آذرماه ۱۳۹۷(۲۶ نوامبر و ۰۵ دسامبر ۲۰۱۸)، به ترتیب با جشنواره بین‌المللی فیلم سه قاره نانت و اکران عمومی گسترده در سراسر کشور میزبان فیلم خوک خواهد بود. آمریکا با جشنواره‌های فیلم‌های ایرانی نیویورک و هیوستون، به ترتیب از روزهای جمعه ۲۱ دی ماه ۱۳۹۷(۱۱ ژانویه ۲۰۱۹) و شنبه ۲۹ دی ماه ۱۳۹۷(۱۹ ژانویه ۲۰۱۹)، میزبان فیلم خوک خواهد بود. خوک همچنین در جمهوری چک و اسلواکی به ترتیب از روزهای چهارشنبه ۰۳ بهمن ماه ۱۳۹۷(۲۳ ژانویه ۲۰۱۹) و پنجشنبه چهارم بهمن ماه ۱۳۹۷(۲۴ ژانویه ۲۰۱۹)، با جشنواره فیلم‌های ایرانی پراگ و به صورت گسترده اکران خواهد شد. خوک در ادامه اکران‌های عمومی گسترده، از روز جمعه ۱۲ بهمن ماه ۱۳۹۷(۰۱ فوریه ۲۰۱۹) و پنجشنبه ۱۸ بهمن ماه ۱۳۹۷(۰۷ فوریه ۲۰۱۹) به ترتیب در آمریکا و استرالیا به نمایش در می‌آید.

## تحلیل‌ها و نظرها
فیلم خوک، یک روز قبل از اکران در جشنواره برلین، در یک اکران ویژه برای منتقدان به نمایش درآمد.
دیمتریوس متیو منتقد اسکرین دیلی: مانی حقیقی دو سال پس از «اژدها وارد می‌شود!» بار دیگر با ترکیبی جسورانه و چالش‌برانگیز به رقابت در جشنواره برلین پا گذاشته است؛ و البته مایه اندکی شگفتی است که چرا در آخر نام این فیلم علامت تعجب به چشم نمی‌خورد. فیلم مانی حقیقی طنز اجتماعی است که چیزهای بسیاری برای لذت بردن به تماشاگر عرضه می‌کند.
آنیا سیلیگر: این فیلم می‌خواهد به هر قیمتی که شده کمدی باشد و موفق هم می‌شود. مانی حقیقی فیلمسازی که فلسفه خوانده و در تهران زندگی می‌کند در زمینهٔ ابسورد متخصص است. شما نمی‌توانید این فیلم را تماشا کنید مگر آن که در نگاه ثانویه به کشور و شرایطی بیندیشد که فیلم در آن ساخته شده است.
کلودیا شولمریخ: این فیلم یک سمفونی سرخ رنگ است. آغازی دارد که سخت می‌شود باور کرد در ایران فیلمبرداری شده باشد. موقعی که فیلم را تماشا می‌کردیم، بارها و بارها به یاد «شوندرومان» افتادم؛ اثری که بودو کیرشهوف نویسنده فرانکفورتی در قالب ادبیات مبتذل دربارهٔ عشق، جنایت و خشونت نوشته است. این فیلم سینمایی جاندار مانی حقیقی هم تقریباً چنین حال و هوایی دارد.
وبسایت Outnow: «خوک» از یک جهت مطالعه‌ای است دربارهٔ تأثیر شبکه‌های اجتماعی بر جامعه ما. اما فیلم مانی حقیقی در عین حال نقدی است بر سانسور در کشور خودش و هم‌زمان روح یک هنرمند عمیقاً تحقیر شده و پر از شور و خودخواهی را به تصویر می‌کشد. فیلمی کاملاً رنگارنگ همراه با پیچش‌هایی غافلگیرکننده در داستان و طنز سیاه که البته همیشه به طرز ناآگاهانه‌ای نقادانه است.
دبورا یانگ: فیلم به‌طور واضحی نشان دهنده مسئولیت دولت در قبال فیلم سازان و بازیگرانی است که در جامعه وجود دارند و جزئی از لیست سیاه هستند، با اینحال حقیقی (که هم فیلم‌نامه را نوشته و هم تهیه فیلم را برعهده داشته است) تا جایی که توانسته است از بحث و مشاجره دوری کرده است. وی به‌طور عامدانه از نام بردن اسم کارگردانان معروف لیست سیاه مانند جعفر پناهی پرهیز می‌کند و به صورت جسورانه جنبه طنز فیلم را پررنگ می‌کند که از این نظر می‌توان به فیلم داخلی و اخیر وی ۵۰ کیلو آلبالو اشاره کرد.
رموند بیکن منتقد Variety: مضامین «خوک» شبیه آینه‌ای از جهان واقعی به نظر می‌رسد. جلوگیری از کارکردن شخصیت حسن کارگردانانی مانند جعفر پناهی را به یادمان می‌آورد و ایدهٔ اطلاق کردن خوک به فیلمسازان و بریدن سرهایشان شبیه استعاره‌ای به همین اتفاق است. اما مضامین کلی اثر فقط به جامعهٔ ایران محدود نمی‌شوند و وسعت بسیار بیشتری دارند. مضامینی مانند محاکمه‌های شبکه‌های اجتماعی، کاوش در باب دورویی جامعه به‌طور کلی، نقش زن بازیگر الهام‌بخش و چیزی که به نام غیرقابل دسترس بودن مؤلف مرد از آن نام برده می‌شود.
مهرداد ابوالقاسمی: فیلم خوک جدیدترین اثر مانی حقیقی را می‌توان بازتابی از خشم فروخورده جامعه امروز ایران دانست. جامعه ای به شدت سرگردان در گذار از سنت به مدرنیته، جامعه ای که به شدت در تفکیک ارزش‌ها و ضد ارزش‌ها دچار معضل شده است. از همین روست که می‌توان فیلم جدید حقیقی را در ژانر کمدی – فانتزی ارزیابی کرد که بدون قضاوت به نمایش این معضلات در فضایی واقعی – سورئالیستی پرداخته است.
سمیه سادات حسینی منتقد منظوم: موفقیت‌های مانی حقیقی پیش از «خوک» هم شروع شده بود. اما بی‌تردید، «خوک» مرحله‌ای از تکامل و پختگی در نگاه و بیان و مهارت فیلمسازی مانی حقیقی محسوب می‌شود. سبک خاص فراواقعی و نمادین او نیز در این فیلم، به پختگی رسیده است. حتی این فیلم، قابلیت آن را دارد که بعدها در سینمای ایران پایه‌گذار موجی جدید شود و فیلم‌هایی با الهام از این سبک فیلم‌سازی ساخته شوند.
وبسایت DW فارسی: آخرین فیلم مانی حقیقی تمام ویژگی‌های فیلم‌های پیشین او را با خود دارد: چشمی باز بر واقعیت‌های امروز جامعه ایران، آمیزش واقعیت با خیال، انتقاد از کوته‌بینی فرهنگی، استیل پرتحرک و برقراری تعادل میان لحن تراژیک و کمیک. کشتار پیاپی فیلمسازان لاجرم ماجرای قتل‌های زنجیره‌ای نویسندگان و روشنفکران ایرانی را در دهه ۱۳۷۰ تداعی می‌کند که سرانجام روشن شد عاملان آن از میان مأموران امنیتی وقت بودند، که البته سروته ماجرا نیز با «خودکشی» یکی از طراحان قتل‌ها به هم آمد و تمام شد، هرچند که از یادها نرفت. مانی حقیقی در برخورد با کشتار فیلمسازان کمابیش در همان تنگنایی قرار می‌گیرد که کارگردان فیلم او در آن گرفتار شده است: آن‌ها هر دو به خوبی می‌دانند که سرنخ ماجرا در کجاست و دست چه کسان و مقام‌هایی به خون هنرمندان آلوده است، اما هردو خود را به «کوچه علی چپ» می‌زنند زیرا به خوبی می‌دانند که به بیان حقیقت مجاز نیستند.
وبسایت رادیو فردا: از نظر فنی سطح کارگردانی و اجرای فیلم در تمام زمینه‌ها به‌ویژه در طراحی صحنه و فیلم‌برداری به شدت قابل قبول است اما غافلگیری در بازی حسن معجونی و روبه‌رویی با یک لیلا حاتمی متفاوت است. ضمن آنکه چند سکانسِ به شدت تماشایی از جمله تیتراژی جسورانه و اجرای یک کنسرت خیالی دارد. اگر بتوان روند سینمای جدی سال‌های اخیر ایران را در نقد بی‌رحمانه و تمام‌قد طبقه متوسط امروز ایران دانست، خوک را باید تازه‌ترین نماینده در این مسیر دانست؛ نماینده‌ای که حتی می‌گوید شرایط امروز این طبقه و نوع مواجهه حاکمیت با آن به شدت محصول رفتار خود این طبقه است.

## اکران‌ها و حضور در جشنواره‌ها

#### بین‌المللی
| سال  | کشور      | رویداد                                                           | بخش جشنواره/نوع اکران          | تاریخ اکران     |
| ---- | --------- | ---------------------------------------------------------------- | ------------------------------ | --------------- |
| ۲۰۱۸ | آلمان     | جشنواره بین‌المللی فیلم برلین                                     | مسابقه اصلی                    | ۲۱ فوریه ۲۰۱۸   |
| ۲۰۱۸ | هنگ کنگ   | جشنواره بین‌المللی فیلم هنگ کنگ                                   | فیلم‌های آسیایی                 | ۳۱ مارس ۲۰۱۸    |
| ۲۰۱۸ | ترکیه     | جشنواره بین‌المللی فیلم استانبول                                  | ضد افسردگی                     | ۰۹ آوریل ۲۰۱۸   |
| ۲۰۱۸ | آرژانتین  | جشنواره بین‌المللی فیلم مستقل بوینس آیرس                          | مسابقه اصلی                    | ۱۹ آوریل ۲۰۱۸   |
| ۲۰۱۸ | روسیه     | اکران عمومی                                                      | گسترده                         | ۱۹ آوریل ۲۰۱۸   |
| ۲۰۱۸ | فرانسه    | جشنواره بین‌المللی فیلم کن                                        | بازار فیلم کن                  | ۰۹ مه ۲۰۱۸      |
| ۲۰۱۸ | آلمان     | جشنواره فیلم‌های ایرانی کلن                                       | مسابقه اصلی                    | ۱۷ مه ۲۰۱۸      |
| ۲۰۱۸ | آمریکا    | جشنواره بین‌المللی فیلم سیاتل                                     | مسابقه اصلی                    | ۰۱ ژوئن ۲۰۱۸    |
| ۲۰۱۸ | استرالیا  | جشنواره بین‌المللی فیلم سیدنی                                     | فیلم‌های بلند                   | ۰۶ ژوئن ۲۰۱۸    |
| ۲۰۱۸ | استرالیا  | جشنواره بین‌المللی فیلم سیدنی                                     | فیلم‌هایی دربارهٔ فیلم‌ها         | ۰۶ ژوئن ۲۰۱۸    |
| ۲۰۱۸ | استرالیا  | جشنواره بین‌المللی فیلم سیدنی                                     | برداشت سریع!                   | ۰۶ ژوئن ۲۰۱۸    |
| ۲۰۱۸ | استرالیا  | جشنواره بین‌المللی فیلم سیدنی                                     | فیلم‌های کمدی                   | ۰۶ ژوئن ۲۰۱۸    |
| ۲۰۱۸ | استرالیا  | جشنواره بین‌المللی فیلم سیدنی                                     | فیلم‌های خاورمیانه              | ۰۶ ژوئن ۲۰۱۸    |
| ۲۰۱۸ | فرانسه    | جشنواره فیلم‌های ایرانی پاریس                                     | چشم‌انداز سینمای معاصر ایران    | ۰۶ ژوئن ۲۰۱۸    |
| ۲۰۱۸ | فرانسه    | جشنواره فیلم‌های ایرانی پاریس                                     | فیلم‌های مستعار                 | ۰۶ ژوئن ۲۰۱۸    |
| ۲۰۱۸ | کانادا    | جشنواره فیلم‌های کمدی ایرانی تورنتو                               | نمایش ویژه                     | ۱۰ ژوئن ۲۰۱۸    |
| ۲۰۱۸ | سوئیس     | جشنواره بین‌المللی فیلم‌های فانتزی نوشاتل                          | مسابقه اصلی                    | ۰۸ ژوئیه ۲۰۱۸   |
| ۲۰۱۸ | آلمان     | جشنواره فیلم‌های ایرانی مونیخ                                     | نمایش افتتاحیه                 | ۱۱ ژوئیه ۲۰۱۸   |
| ۲۰۱۸ | آمریکا    | جشنواره فیلم‌های ایرانی مینه سوتا سینت پال(MSP)                   | مسابقه اصلی                    | ۲۷ ژوئیه ۲۰۱۸   |
| ۲۰۱۸ | لهستان    | جشنواره بین‌المللی فیلم افق‌های نو لهستان                          | ایران:ایران                    | ۲۷ ژوئیه ۲۰۱۸   |
| ۲۰۱۸ | استرالیا  | جشنواره بین‌المللی فیلم ملبورن                                    | فیلم‌های بلند                   | ۰۵ اوت ۲۰۱۸     |
| ۲۰۱۸ | استرالیا  | جشنواره بین‌المللی فیلم ملبورن                                    | مسابقه بین‌المللی               | ۰۵ اوت ۲۰۱۸     |
| ۲۰۱۸ | استرالیا  | جشنواره بین‌المللی فیلم ملبورن                                    | فیلم‌های خاورمیانه و آفریقا     | ۰۵ اوت ۲۰۱۸     |
| ۲۰۱۸ | روسیه     | جشنواره بین‌المللی فیلم ساخالین                                   | دوستان/همسایه‌ها                | ۲۷ اوت ۲۰۱۸     |
| ۲۰۱۸ | سوئیس     | اکران عمومی                                                      | مناطق آلمانی زبان              | ۳۰ اوت ۲۰۱۸     |
| ۲۰۱۸ | فرانسه    | جشنواره بین‌المللی فیلم گرولاند                                   | مسابقه اصلی                    | ۱۸ سپتامبر ۲۰۱۸ |
| ۲۰۱۸ | فرانسه    | جشنواره اروپایی فیلم‌های فانتزی استراسبورگ                        | رقابت رو در رو                 | ۱۹ سپتامبر ۲۰۱۸ |
| ۲۰۱۸ | اتریش     | جشنواره بین‌المللی فیلم‌های فانتزی اسلش                            | گرداب                          | ۲۳ سپتامبر ۲۰۱۸ |
| ۲۰۱۸ | آمریکا    | چشم ایران:مروری بر آثار محمود کلاری، فیلمبردار مطرح سینمای ایران | آثار جدید                      | ۲۵ سپتامبر ۲۰۱۸ |
| ۲۰۱۸ | دانمارک   | جشنواره فیلم CPH PIX                                             | تصویری از جهان جدید            | ۳۰ سپتامبر ۲۰۱۸ |
| ۲۰۱۸ | کانادا    | جشنواره بین‌المللی فیلم مستقل سینمای نو مونترآل                   | فیلم‌های ماجراجویانه            | ۰۴ اکتبر ۲۰۱۸   |
| ۲۰۱۸ | اسپانیا   | جشنواره بین‌المللی فیلم‌های فانتزی کاتالونیا سیتخس                 | مسابقه اصلی                    | ۰۷ اکتبر ۲۰۱۸   |
| ۲۰۱۸ | ایتالیا   | جشنواره بین‌المللی فیلم‌های فانتزی و ترسناک تورین                  | مسابقه اصلی                    | ۱۲ اکتبر ۲۰۱۸   |
| ۲۰۱۸ | تایوان    | اکران عمومی                                                      | گسترده                         | ۱۲ اکتبر ۲۰۱۸   |
| ۲۰۱۸ | استرالیا  | جشنواره فیلم‌های ایرانی استرالیا                                  | فیلم‌های بلند                   | ۱۹ اکتبر ۲۰۱۸   |
| ۲۰۱۸ | آمریکا    | جشنواره بین‌المللی فیلم تالگراس                                   | فیلم‌های بلند                   | ۱۹ اکتبر ۲۰۱۸   |
| ۲۰۱۸ | اکوادور   | جشنواره بین‌المللی فیلم کوانکا                                    | مسابقه بین‌المللی               | ۲۰ اکتبر ۲۰۱۸   |
| ۲۰۱۸ | آمریکا    | جشنواره بین‌المللی فیلم فیلادلفیا                                 | مسابقه بین‌المللی               | ۲۴ اکتبر ۲۰۱۸   |
| ۲۰۱۸ | سوئیس     | اکران عمومی                                                      | مناطق فرانسوی زبان             | ۲۴ اکتبر ۲۰۱۸   |
| ۲۰۱۸ | انگلستان  | جشنواره فیلم‌های ایرانی لندن                                      | نمایش افتتاحیه                 | ۲۶ اکتبر ۲۰۱۸   |
| ۲۰۱۸ | انگلستان  | جشنواره فیلم‌های ایرانی لندن                                      | فیلم‌های بلند                   | ۲۶ اکتبر ۲۰۱۸   |
| ۲۰۱۸ | لبنان     | جشنواره بین‌المللی فیلم‌های فانتزی مسکون                           | ۰۱ نوامبر ۲۰۱۸                 |                 |
| ۲۰۱۸ | آمریکا    | جشنواره بین‌المللی فیلم دنور                                      | سینمای معاصر جهان              | ۰۳ نوامبر ۲۰۱۸  |
| ۲۰۱۸ | سوئد      | جشنواره بین‌المللی فیلم استکهلم                                   | منطقه گرگ و میش                | ۰۸ نوامبر ۲۰۱۸  |
| ۲۰۱۸ | بلژیک     | جشنواره بین‌المللی فیلم‌های کمدی لیژ                               | مسابقه اصلی                    | ۰۸ نوامبر ۲۰۱۸  |
| ۲۰۱۸ | نروژ      | جشنواره بین‌المللی فیلم‌هایی از جنوب اسلو                          | مسابقه اصلی                    | ۱۲ نوامبر ۲۰۱۸  |
| ۲۰۱۸ | نروژ      | جشنواره بین‌المللی فیلم‌هایی از جنوب اسلو                          | مروری بر آثار منتخب مانی حقیقی | ۱۲ نوامبر ۲۰۱۸  |
| ۲۰۱۸ | آمریکا    | جشنواره بین‌المللی انجمن فیلم آمریکا                              | سینمای جهان                    | ۱۲ نوامبر ۲۰۱۸  |
| ۲۰۱۸ | بلژیک     | جشنواره بین‌المللی فیلم بروکسل                                    | نمایش اختتامیه                 | ۲۳ نوامبر ۲۰۱۸  |
| ۲۰۱۸ | بلژیک     | جشنواره بین‌المللی فیلم بروکسل                                    | مسابقه اصلی                    | ۲۳ نوامبر ۲۰۱۸  |
| ۲۰۱۸ | فرانسه    | جشنواره بین‌المللی فیلم سه قاره نانت                              | نمایش ویژه                     | ۲۶ نوامبر ۲۰۱۸  |
| ۲۰۱۸ | فرانسه    | اکران عمومی                                                      | گسترده                         | ۰۵ دسامبر ۲۰۱۸  |
| ۲۰۱۹ | آمریکا    | جشنواره فیلم‌های ایرانی نیویورک                                   | فیلم‌های بلند                   | ۱۱ ژانویه ۲۰۱۹  |
| ۲۰۱۹ | آمریکا    | جشنواره فیلم‌های ایرانی هیوستون                                   | فیلم‌های بلند                   | ۱۹ ژانویه ۲۰۱۹  |
| ۲۰۱۹ | جمهوری چک | جشنواره فیلم‌های ایرانی پراگ                                      | فیلم‌های بلند                   | ۲۳ ژانویه ۲۰۱۹  |
| ۲۰۱۹ | جمهوری چک | اکران عمومی                                                      | گسترده                         | ۲۴ ژانویه ۲۰۱۹  |
| ۲۰۱۹ | اسلواکی   | اکران عمومی                                                      | گسترده                         | ۲۴ ژانویه ۲۰۱۹  |
| ۲۰۱۹ | آمریکا    | اکران عمومی                                                      | گسترده                         | ۰۱ فوریه ۲۰۱۹   |
| ۲۰۱۹ | استرالیا  | اکران عمومی                                                      | گسترده                         | ۰۷ فوریه ۲۰۱۹   |

#### داخلی
| سال  | رویداد                            | بخش جشنواره/نوع اکران |
| ---- | --------------------------------- | --------------------- |
| ۱۳۹۷ | اکران عمومی (از ۱۲ اردیبهشت ۱۳۹۷) | گسترده                |
| ۱۳۹۷ | جشن خانه سینما                    | فیلم‌های بلند          |
| ۱۳۹۸ | جشن دنیای تصویر                   | فیلم‌های بلند          |
| ۱۳۹۸ | جایزه آکادمی سینماسینما           | فیلم‌های بلند          |

## جوایز و نامزدی‌ها
| سال       | جشنواره                                                              | قسمت                          | نامزد           | نتیجه    | جایزه                  |
| --------- | -------------------------------------------------------------------- | ----------------------------- | --------------- | -------- | ---------------------- |
| ۲۰۱۸/۱۳۹۷ | شصت و هشتمین دوره جشنواره فیلم برلین                                 | بهترین فیلم                   | مانی حقیقی      | نامزدشده | خرس طلایی              |
| ۲۰۱۸/۱۳۹۷ | بیستمین دوره جشنواره فیلم مستقل بوینس آیرس                           | بهترین فیلم                   | مانی حقیقی      | نامزدشده | جایزه اصلی             |
| ۲۰۱۸/۱۳۹۷ | سی و چهارمین دوره جشنواره فیلم سیاتل                                 | بهترین فیلم                   | مانی حقیقی      | نامزدشده | جایزه ویژه هیئت داوران |
| ۲۰۱۸/۱۳۹۷ | هجدهمین دوره جشنواره فیلم‌های فانتزی نوشاتل                           | بهترین فیلم                   | مانی حقیقی      | نامزدشده | جایزه نارسیس           |
| ۲۰۱۸/۱۳۹۷ | بیستمین دوره جشن خانه سینما                                          | بهترین فیلم                   | مانی حقیقی      | نامزدشده | تندیس شایستگی          |
| ۲۰۱۸/۱۳۹۷ | بیستمین دوره جشن خانه سینما                                          | بهترین کارگردانی              | مانی حقیقی      | نامزدشده | تندیس شایستگی          |
| ۲۰۱۸/۱۳۹۷ | بیستمین دوره جشن خانه سینما                                          | بهترین فیلمنامه               | مانی حقیقی      | نامزدشده | تندیس شایستگی          |
| ۲۰۱۸/۱۳۹۷ | بیستمین دوره جشن خانه سینما                                          | بهترین بازیگر نقش اول مرد     | حسن معجونی      | نامزدشده | تندیس شایستگی          |
| ۲۰۱۸/۱۳۹۷ | بیستمین دوره جشن خانه سینما                                          | بهترین بازیگر نقش مکمل زن     | لیلی رشیدی      | نامزدشده | تندیس شایستگی          |
| ۲۰۱۸/۱۳۹۷ | بیستمین دوره جشن خانه سینما                                          | بهترین موسیقی متن             | پیمان یزدانیان  | برنده    | تندیس شایستگی          |
| ۲۰۱۸/۱۳۹۷ | بیستمین دوره جشن خانه سینما                                          | بهترین طراحی لباس             | نگار نعمتی      | برنده    | تندیس شایستگی          |
| ۲۰۱۸/۱۳۹۷ | بیستمین دوره جشن خانه سینما                                          | بهترین صداگذاری               | امیرحسین قاسمی  | نامزدشده | تندیس شایستگی          |
| ۲۰۱۸/۱۳۹۷ | بیستمین دوره جشن خانه سینما                                          | بهترین چهره‌پردازی             | مهرداد میرکیانی | برنده    | تندیس شایستگی          |
| ۲۰۱۸/۱۳۹۷ | بیستمین دوره جشن خانه سینما                                          | بهترین جلوه‌های ویژه میدانی    | ایمان کرمیان    | نامزدشده | تندیس شایستگی          |
| ۲۰۱۸/۱۳۹۷ | سیزدهمین دوره جشنواره فیلم‌های فانتزی استراسبورگ (بخش رقابت رو در رو) | جایزه ویژه هیئت داوران        | مانی حقیقی      | برنده    | لوح تقدیر              |
| ۲۰۱۸/۱۳۹۷ | هفتمین دوره جشنواره فیلم گرولاند                                     | بهترین فیلم                   | مانی حقیقی      | برنده    | آمفورای طلایی          |
| ۲۰۱۸/۱۳۹۷ | پنجاه و یکمین دوره جشنواره فیلم‌های فانتزی کاتالونیا سیتخس            | بهترین فیلم                   | مانی حقیقی      | نامزدشده | جایزه ماریا            |
| ۲۰۱۸/۱۳۹۷ | پنجاه و یکمین دوره جشنواره فیلم‌های فانتزی کاتالونیا سیتخس            | بهترین بازیگر مرد             | حسن معجونی      | برنده    | جایزه ماریا            |
| ۲۰۱۸/۱۳۹۷ | چهل و هفتمین دوره جشنواره فیلم مستقل سینمای نو مونترآل               | بهترین فیلم از نگاه تماشاگران | مانی حقیقی      | نامزدشده | لوح تقدیر              |
| ۲۰۱۸/۱۳۹۷ | بیست و هشتمین دوره جشنواره فیلم‌هایی از جنوب اسلو                     | بهترین فیلم                   | مانی حقیقی      | نامزدشده | آینه نقره ای           |